# (675) Людмила
(675) Людмила (англ. Ludmilla) — астероид главного пояса, который относится к спектральному классу S. Он был открыт 30 августа 1908 года американским астрономом Джоэлом Меткалфом в Тонтонской обсерватории. Назван в честь героини поэмы А. С. Пушкина «Руслан и Людмила» и одноимённой оперы. Тиссеранов параметр относительно Юпитера — 3,287.